# クール・ビズ
クール・ビズ（COOL BIZ）は、日本において、夏期に環境省が中心となって行われる環境対策などを目的とした衣服の軽装化キャンペーン、ないしはその方向にそった軽装のことを示す造語。ビジネス・カジュアルとも関連が深い。クールビズとも表記。対義語としては、衣服の軽装化・最適化の秋冬版（趣旨 及び 意味合いとしては、働きやすく暖かく格好良い）であるウォーム・ビズ。

## 概要

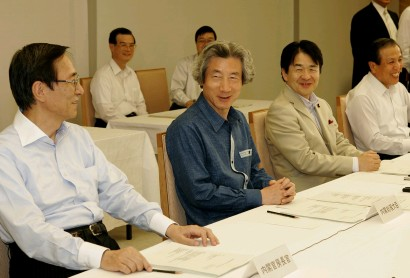
クール・ビズをした内閣総理大臣小泉純一郎ら（2005年6月）

第1次小泉第2次改造内閣にて、環境大臣に就任した自由民主党の小池百合子が、2005年（平成17年）に内閣総理大臣小泉純一郎から「夏場の軽装による冷房節約」をキャッチフレーズにしたらどうかとアドバイスされた。それ以降、環境省主導のもと、ネクタイや上着を着用せず（いわゆる「ノーネクタイ・ノージャケット」キャンペーン）、夏季に摂氏28度以上の室温に対応できる軽装の服装を着用するように呼びかけた。
「クール・ビズ」（COOL BIZ）という表現は、2005年（平成17年）4月に行われた環境省の一般公募によって選ばれたものである。「涼しい」や「格好いい」という意味のクール（英語: COOL）と、仕事や職業の意味を表すビジネス（英語: business）の短縮形であるビズ（BIZ）を掛け合わせたもので、2005年のユーキャン新語・流行語大賞のトップテンに選定された。
2005年の段階では衣料メーカーや百貨店は、かつての「カジュアル・フライデー」につづく紳士服の商機ととらえ、開襟シャツなど、ネクタイを装着していなくともだらしなく見えないデザインのシャツや、沖縄で夏のシャツとして普及しつつあるかりゆしウエアの販売を展開した。当初は定着するかどうかは未知数とされたが、2007年に行われたアンケートでは認知度が9割以上、実践率が約46%と高くなっていた。
日本ではクール・ビズに関して、賛否両論があるものの、日本国外では日本のキャンペーンに賛同し、それをヒントにして類似のキャンペーンを行う政府も増え、2008年には国際連合もクールUNを行った（詳細は#日本国外での反響を参照）。
実施期間は、環境省の想定では「6月1日から9月30日まで」の4ヶ月となっている。ただし、2011年（平成23年）には東北地方太平洋沖地震（東日本大震災）に伴う、東京電力・福島第一原子力発電所での事故による電力不足・電力危機も考慮して、政界・官公庁や一部の上場企業によって5月1日より実施された。2012年からは環境省が「スーパークールビズ」を打ち出している。
2012年における環境省における服装の可否は、次のように提示された。
| 衣服           | クールビズ | スーパークールビズ |
| -------------- | ---------- | ------------------ |
| ノーネクタイ   | ○          | ○                  |
| ノージャケット | （○）      | ○                  |
| 半袖シャツ     | ○          | ○                  |
| かりゆしウェア | （○）      | ○                  |
| ポロシャツ     | ×          | ○                  |
| アロハシャツ   | ×          | ○                  |
| Tシャツ        | ×          | △                  |
| タンクトップ   | ×          | ×                  |
| チノ・パンツ   | （○）      | ○                  |
| ジーンズ       | ×          | △                  |
| ハーフパンツ   | ×          | ×                  |
| スニーカー     | （○）      | ○                  |
| サンダル       | ×          | △                  |

○…可
（○）…可だが徹底されていない
△…TPOに応じた節度ある着用に限り可
×…原則不可
環境省での服装については上記のように具体的な可否の例が提示されている。また、環境省では"可だが徹底されていない"の表現があるように具体的な衣装を提示している。推奨されている衣類は、新たに購入しなければならないような特別な衣類や、ノーネクタイ・ノージャケットなど具体的な衣装を指すものではなく、事務所衛生基準規則を出所とした室温上限の摂氏28度という室温の中でも涼しく効率的に働くことができるような軽装全般を指していて、それが満たされる衣服であればよいとされている。
経済産業省では、2011年にクールビズテックとして通気や断熱など高機能繊維製品の紹介を行った。摂氏28度で快適に過ごすことを目標とする。一方で、環境省の日常生活に関する指針では暑さ指数摂氏28度では熱中症への厳重警戒となる。
自治体によってはアロハシャツや、その土地特有の服装を採用している役所も存在し、市や町のイメージ向上や宣伝に活用されている場合もある。
人事院では、国家公務員採用試験の案内で、官庁訪問時にネクタイや上着がなくても差し支えないとしている。
防衛省ではクールビズは自衛隊法の品位を保つ義務に抵触しない服装と判断し、防衛省職員のうちスーツで勤務する『背広組』に対し推奨している。
公務員の中でも、衛視や警察官や自衛官など、制服の着用が義務付けられた職種では、クールビズの提唱以前から、夏期用の夏服制服が指定されている。
ただし、あくまでも日本国政府での基準であるので、気候が日本とは逆で冬になっている南半球の国家や亜熱帯気候の地域を含めた世界への出張等で、クールビズの服装で支障がある場合は、従来通りスーツ・ネクタイ着用になる。

## 実施期間
環境省が想定していた実施期間は6月1日から9月30日までの3か月である。2011年、2012年は、政界・官公庁において5月1日より実施された。
曜日配列等の都合上、初日や最終日が各企業や官公庁の休日にあたる場合は、実質それぞれ直後（6月最初の営業日）・直前の営業日（9月最終営業日）の日付に置き換えられることが多い。
6月から9月までの約4箇月間で実施するところが多いが、開始時期に関しては、6月中旬や下旬または7月初旬より開始するところもある。終了時期に関しても、8月末で終了するところがある。反対に、気候に応じて、1ヶ月程度 前倒ししての開始や、同様に、1ヶ月程度 後ろ倒ししての終了とする事例も見受けられる。
2011年は、3月11日に発生した東北地方太平洋沖地震（東日本大震災）とそれに伴って起きた東京電力・福島第一原子力発電所での事故等により、東日本地域全体で夏場の電力不足・電力危機が想定されたことから、官公庁で5月1日から10月31日までの半年間と、1か月前倒し・延長の措置を取った。電力不足の影響が少ない西日本の自治体や一部の上場企業でも、前倒しで実施した（2012年も同じ）。
2020年（令和2年）3月31日、環境省はクールビズの実施期間を廃止し、2021年（令和3年）4月1日から実施すると発表した。環境省が所管する啓発事業の効率化が目的で、環境大臣小泉進次郎は、閣議後の記者会見で「ネクタイを締めるかどうかは、一人ひとりが決めていくことが大事」と、各自が気温に応じた服装をするよう呼び掛けた。これにより、環境省によるクール・ビズ、ウォーム・ビズの呼びかけは、令和2年（2020年）度で最後になる。

## 効果の試算・推計

### 実施率
環境省発表データ
環境省が2005年9月30日に実施したアンケート調査の結果では、「COOL BIZ」の認知度は95.8%、「勤務先が例年より冷房温度を高く設定している」と回答した就業者の割合が32.7%だった。環境省は、このアンケートから二酸化炭素削減量は約46万トン-CO2と推計され、約100万世帯の1か月分のCO2排出量に相当するとしている。
また、2006年9月27日 - 9月30日に実施したアンケート調査の結果では、「COOL BIZ」の認知度は96.1%、「昨年又は今年から冷房の設定温度を高く設定している企業」は43.2%だった。環境省は、クール・ビズ開始前と比較して2006年の二酸化炭素削減量は、約114万トン-CO2と推計され、約250万世帯の1か月分のCO2排出量に相当するとしている。
内閣府発表データ
内閣府が2007年にまとめた世論調査ではクールビズを「詳しく知っている」「聞いたことがある」と答えた人は合わせて91.2%、この習慣に「非常に賛同する」「ある程度賛同する」との回答も83.5%に達した。また、クールビズを「実践している」と答えた人は46.6%で、2年前の調査から15.7ポイント上昇した。
一方、クールビズが始まった平成17年以降に「冷房時の室温を高く設定した」と答えた人は13.5%にとどまった。また、現在のオフィスなどの冷房温度設定が「28度」または「28度より高い」とした人も35.0%と約3割どまりだった。

### 経済波及効果試算
経済産業省が実施した産業連関表による分析によると、2005年の5月 - 7月の消費支出で「被服及び履物」が減少し、「クールビズ関連品目」がわずかに増加している。クールビズ関連品目のうち、ネクタイ、背広服が前年比マイナスとなっている一方、開襟シャツなどが含まれる「他の男子用シャツ」がプラスとなっている。これにより、1世帯あたりの消費支出が919円、「被服及び履物」の消費支出が約1.9%押し上げられたと試算されている。この場合の国内生産への波及効果は、全体で約180億円となっている。
第一生命経済研究所が試算したところによると、クール・ビズの実施によって衣類の買い換えが日本経済に与える経済効果は1,000億円以上と試算された。
日本建築学会は2008年に、神奈川県の電話交換手100人を対象に1年間かけた調査を行った。室温が25度から1度上がるごとに作業効率が2%ずつ低下し、冷房温度を28度とした場合、冷房の設定が25度の場合と比べ、軽装のみでは、能率低下で期間中、オフィス1平方メートルあたり約1万3000円の損失が出るという試算を発表した。

## クールビズへの反応
2005年以前にも、第二次オイルショック後の1979年、第1次大平内閣にて半袖の背広である「省エネルック」が提唱されたことがあり、羽田孜が夏期によく着用していた。しかし、これに関しては一般にはほとんど普及しなかった経緯があったので、2005年の段階ではクール・ビズは「新・省エネルック」とも呼ばれて、どれほど受け入れられるのか、どれほど定着していくのかが注目された。結果としては、2007年にまとめられた世論調査ではクールビズを「詳しく知っている」「聞いたことがある」と答えた人は合わせて91.2%に達し、この習慣に「非常に賛同する」「ある程度賛同する」との回答も83.5%に達し、クールビズを「実践している」と答えた人は46.6%で、その2年前の調査から15.7ポイント上昇した。

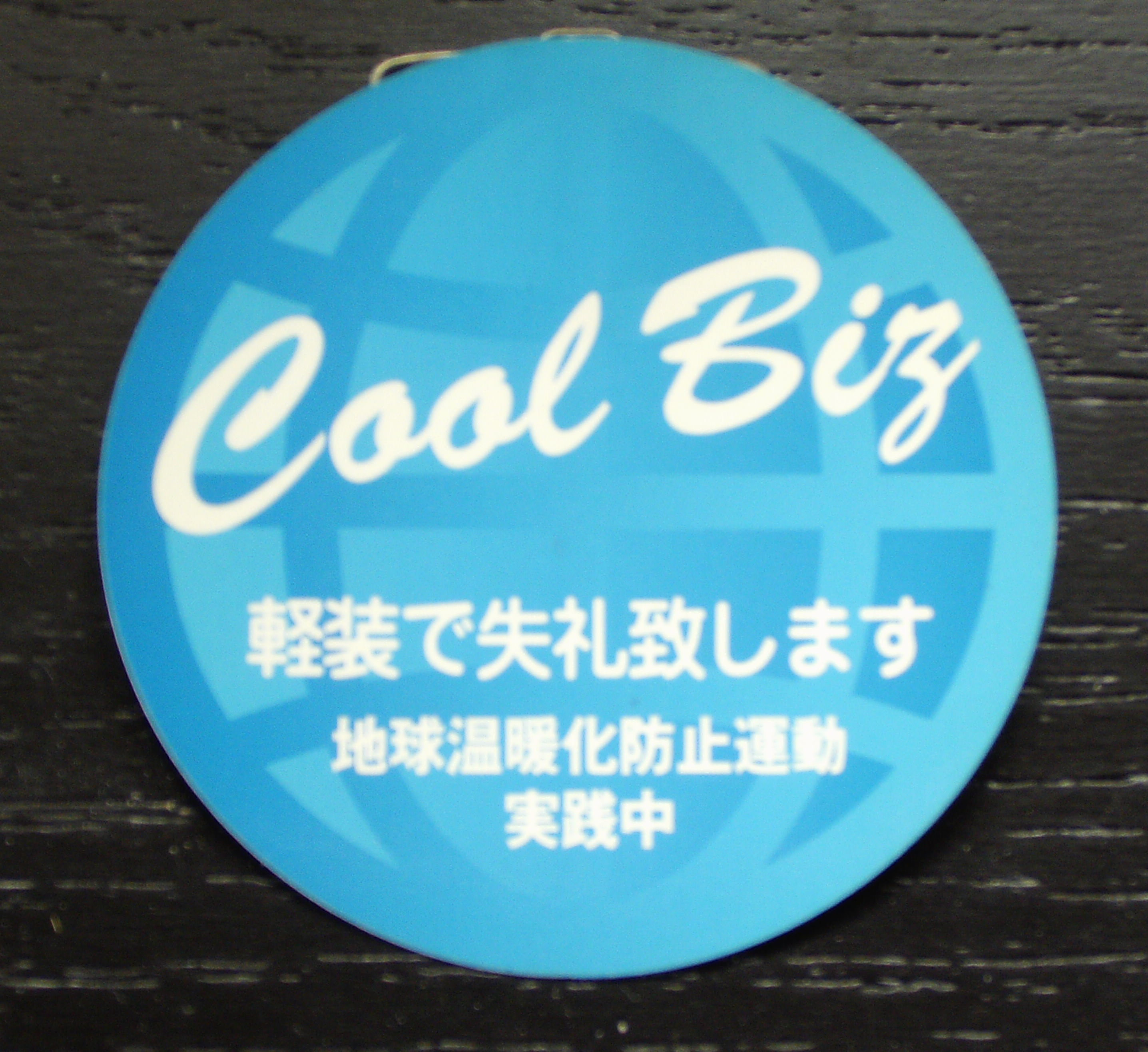
導入当初は面会相手に理解を求めるバッジが配布された

### 実業界・企業等の反応
- 2005年および2006年、トヨタ自動車は調達部門を通じ、取引先企業に対して来訪時のノー上着・ノーネクタイの徹底を文書で要請した。
- 当初、ネクタイ業界からは「売り上げの減少に繋がる」として批判の声が上がった。2010年、日本ネクタイ組合連合会は、環境大臣小沢鋭仁に、クールビズの廃止を陳情した。（そもそもネクタイは消耗品ではないので短期間で買い換えることはなく、夏以外は原則着用なので、売り上げとの関連性はまずないと思われる）
  - 2018年6月、ネクタイの生産地として知られる山梨県富士吉田市の富士吉田商工会議所は、PR映像を公開し「クールビズ反対」を訴え、富士吉田市役所も賛同し、ネクタイ着用のまま業務している[18][19]。
- クールビズが提唱された当初、朝日新聞はクールビズを批判する内容のコラムや読者投稿を何度も紙面に掲載した。その主な内容は「みんなが軽装にするから自分もそれに合わせよう、という横並び思考は格好悪い」という理由によるものだった。
- 面接は季節に関係なくスーツとネクタイを着用することが常識とされていたが、近年では軽装で来社するよう呼び掛ける企業が多くなった。

#### 放送局
- 報道機関、特にテレビ局の報道番組に携わるキャスターや記者のほぼ全員がスーツ・ネクタイ姿だったが記者は徐々に浸透していた。テレビリポートする時だけネクタイ着用というケースもあった。
- それでもテレビの報道番組に出演するキャスター・アナウンサーは一部のケース[注釈 2]を除いてスーツ・ネクタイ着用は続いていた。そのため導入時点から2009年まで香川県・岡山県を放送エリアにしている日本テレビ系列の西日本放送のみだった。期間中の男性アナは全員ノーネクタイで出演しているが国政選挙での開票特番を含めた報道特別番組においては例外的にネクタイ着用[注釈 3]。なお、導入した2005年度は8月末までの実施。2006年度以降は公官庁同様9月末までに延長されている。
- 次いで導入されたのも同じ岡山・香川エリアの山陽放送（JNN系列）だが、導入当初の2008年・2009年は半袖シャツにネクタイを着けるものの、上着を着ない形での軽装だった。期間は公官庁同様6月から9月まで。そして2010年以降（6月14日から9月末。2011年は6月6日から）ノーネクタイにジャケットという完全なクールビズを導入している。同じくテレビせとうち（TXN系列）でも同様に実施。そして2011年5月30日からは瀬戸内海放送でも実施。後述の在京キー局を除けばクールビズ実施率は他地域の民放に比べれば高い部類に入る。それ以外の地域の局では関西テレビの『FNNスーパーニュースアンカー』や毎日放送の『VOICE』などで2011年から導入している。これら2番組は後述の節電対策が背景にある。
- 2011年は前述の通り東北地方太平洋沖地震（東日本大震災）における東北・関東の電力不足・電力危機が起こったことを背景に、在京キー局でも導入をはじめた。テレビ東京が5月30日よりすべての報道番組に出演するキャスター・コメンテーターがクールビズを導入した（翌2012年も実施）。他の4局は番組ごとで対応が分かれていた。この年に導入した番組は以下のとおり（表記がない報道番組はこれまで通りスーツ・ネクタイ着用）

NHK総合
- NHKニュース おはよう日本…土日祝のみ。クールビズ期間終了後も男性メインキャスターは継続（通年ノーネクタイ）。
- 週刊ニュース深読み…クールビズ期間終了後もニュースキャスターは継続（通年ノーネクタイ）。
- ニュースウオッチ9…ただし6月第1週のみで第2週以降はスーツ・ネクタイ姿に戻った。
- Bizスポ…5月初旬には導入。
- 日曜討論

etc･･･
NHK教育
- NHK手話ニュース

etc･･･
日本テレビ
- ZIP!…クールビズ期間終了後も男性メインキャスターは継続。
- NNNストレイトニュース…半袖シャツにネクタイ着用で上着を着ないスタイル。
- 情報ライブ ミヤネ屋（ytv制作）…同じ宮根司会でもMr.サンデーではネクタイを着用している。
- news every.（平日版）…8月上旬・中旬限定で導入。
- NEWS ZERO…ただし元々金曜と祝日はノーネクタイだったのでそれが平日月曜から木曜まで延長した形。
- ウェークアップ!ぷらす（ytv制作）…7月・8月限定で導入。

etc･･･
テレビ朝日
- ANNニュース…平日昼前のみ。朝や土日昼前はネクタイ着用。
- ANNスーパーJチャンネル…土日版は6月から導入。平日版も7月18日から8月いっぱいまで導入。
- ANN NEWS&SPORTS
- ワイド!スクランブル…ただし夕刊キャッチup!コーナー担当者のみ。

etc･･･
TBS
- 早ズバッ!生たまご・みのもんたの朝ズバッ!
- ひるおび!…元々上着を着ていないコーナー担当者はそのままネクタイ着用。11:30のJNNニュース担当アナもスーツ・ネクタイ着用。なお、2019年はクールビズを実施しなかった。
- Nスタ…平日版のみ。日曜版の担当アナはスーツ・ネクタイ着用。
- NEWS23X…7月限定で上旬は金曜のみだった。

etc･･･
テレビ東京
- ニュースモーニングサテライト

etc･･･
フジテレビ
- めざましテレビ・めざましどようび…メインキャスターのみでそれ以外の男性アナはネクタイ着用。
- 情報プレゼンター とくダネ!…出演者の一部はスーツ・ネクタイ着用だったり半袖シャツにネクタイ着用。
- FNNスーパーニュース…7月1日から8月19日まで。男性メインキャスターは当初ノーネクタイ・カジュアルジャケットだったが18日以降は半袖シャツにネクタイ着用というスタイルに変更。ちなみに6月頃よりコメンテーターの服装はノーネクタイ・半袖シャツ姿だった。男性フィールドキャスター陣も同時期にノーネクタイになっていた。8月22日より男性陣はすべてスーツ・ネクタイ姿に戻った。
- ニュースJAPAN…スーパーニュースと同期間。

etc･･･
独立UHF局
- 多数

etc･･･
※なお、2012年度以降の対応については各番組を参照。

### 役所職員の反応
環境省職員の中には、環境省の庁舎内を環境大臣小池百合子の指示により、冷房設定を28度にしたところ、OA機器の排熱や日差しにより、室温30度近い部署が続出し、労働環境が摂氏36度超えの部署まで発生したため、官僚から「労働安全衛生法違反だ」と批判が挙がった。違法との指摘を受けて、エアコンの設定温度ではなく室温を28度以下に変更した。ただし中央省庁の庁舎は全館空調であるため細かな設定ができず、夏場は30度超えも常態化している。
兵庫県姫路市の市長である清元秀泰は、2019年（令和元年）7月1日に「労働環境を快適にして、仕事の効率を高めたい」との考えから「働き方改革の一環」として、姫路市役所でのエアコンの設定温度を、28度から「25度」に下げると発表した。設定温度を下げる理由は、28度では電力エネルギー消費量を15%程度下げられる反面、労働生産性が平均して6％下がり、8時間の仕事では29分間の残業が増え、結果として仕事能率が下がることを挙げている。

### 政治家の反応
日本の政治家の反応は様々だった。歴代の政権与党もこれを推進しており、国務大臣や議員のノーネクタイ姿がテレビによく映るようになった。
ただ2005年（平成17年）の段階では、塩川正十郎（第1次小泉内閣、第1次小泉内閣第1次改造内閣にて財務大臣）がクールビズで閣議に臨む内閣総理大臣安倍晋三の服装に関して「寝巻きで閣議をやるのはやめた方がいい」と評したり、亀井静香が「だらしない、政治家として相応しくない格好」と酷評して、関連業界への配慮を示した。
2005年（平成17年）夏の第44回衆議院議員総選挙の際の選挙活動でもクール・ビズを歓迎し、それを取り入れた服装の候補者がいた。その一方で、ネクタイ姿の候補者もいた。上記の亀井の上着、ネクタイ着用姿もたびたび報道された。有権者に対して礼儀良く接したいなどの理由からだという。
民主党が大勝した2007年（平成19年）夏の第21回参議院議員通常選挙の後、民主党の西岡武夫参院議院運営委員長は「制服を着た国会議事堂参観の子供がいる中で、大人がリラックスした格好でよいのか」と疑問を投げかけ「クールビズの申し合わせを廃棄したい」と述べ、本会議・委員会でのネクタイ着用を義務付けることを提案した。
しかし、各会派への事前の連絡や調整がなかったこと、参議院ではクールビズが推奨される2004年（平成16年）より遥か前の1951年（昭和26年）から、既に「ネクタイは外してもいい」との合意がなされているなど、参議院の慣例に反しているとして各会派が反発した。西岡議院運営委員長は、次期臨時国会で改めてネクタイ義務化の提案をすると述べた。その後西岡は参議院議長となったが、クールビズに全く賛同せず、最期までネクタイ着用を貫き通した。

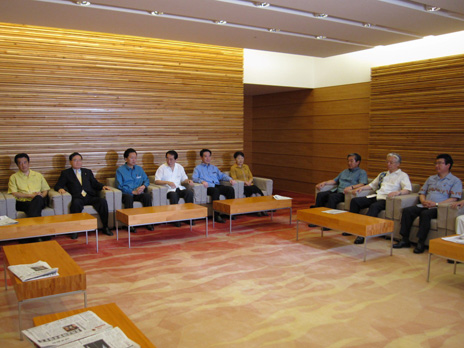
かりゆしウエアを着用しない亀井（左から2人目）

2010年（平成22年）6月1日午前の開催の閣議について、夏の軽装運動「クールビズ」の一環として、沖縄の正装「かりゆしウエア」を着用するよう、各閣僚は求められていたが、国民新党の亀井静香郵政改革・金融担当大臣がネクタイ・スーツ姿で現れ“造反”した。民主党の北沢俊美防衛大臣はスーツを着用していたが、ノーネクタイだった。
2011年（平成23年）には前述の東北地方太平洋沖地震（東日本大震災）による電力不足・電力危機の影響で発電量が減り、冷房が使用される夏場には電力不足に陥ることが懸念された。このため、設定温度を高めにすることを奨励するために1か月前倒しして、5月1日より開始された。

### 巨額の宣伝費
クール・ビズを含む環境省の地球温暖化防止大規模「国民運動」推進事業では、テレビ・新聞・雑誌・ラジオに加えて街頭ポスターや電車内広告、ウェブサイトや携帯電話サイトといったメディアでの大々的な温暖化防止集中キャンペーンを行うために、3年間で80億円以上の予算が計上された。このことについて、環境省は「無駄遣いではないが、指摘は参考にしたい」としたが、Yahoo! JAPANの意識調査では、75%の人が否定的反応だった。

### 日本国外での反響
- 中華人民共和国では、当時の日本の首相である小泉純一郎がラフな服装で登場した日本式の軽装が注目され、日本の「クール・ビズ」を指す語として「清涼商務（チンリヤンシャンウー、拼音: qīngliáng shāngwū）」という当て字が使われた。ただし、中国語では新語として定着するまでになっていない。
- 大韓民国の環境部は、2006年6月にクール・ビズ・キャンペーンを開始すると発表した。趣旨は日本のものと同様である。ソウル特別市ではさらに一歩踏み出して、一部の部署を除き、半ズボン・サンダルでの勤務を許容している[27]。一方で、2019年7月12日に日本の経済産業省が開催した「輸出管理に関する事務的説明会」では、日本側担当者のクール・ビズに従った服装を「相手に対する配慮は全く感じられない」として報道する現地メディアもあった[28]。
- 2006年7月にはイギリスのナショナルセンターである労働組合会議（TUC）が、猛暑続きの夏季にはクールビズに倣い、公務員や民間企業における服装の簡素化を提唱した[29]。ただ、日本と同様、イギリスでも議会や、企業でも重要な顧客との会議などの席では、今でも厳格な服装規定を求める声が根強く、定着には至っていない。
- 2007年7月、イタリア保健省は地球温暖化防止のため、雇用主たちに対し従業員へノーネクタイなどカジュアルな服装をさせるよう訴えていることが報じられた。日本と同様にネクタイメーカー側からの大きな反発を受けたようである。
- 2007年10月19日には、地球環境行動会議で、ノーベル平和賞に選ばれた気候変動に関する政府間パネルのラジェンドラ・パチャウリ議長が講演し、「技術的改善だけでなくライフスタイルの変化が不可欠。クールビズで日本はすばらしい手本を世界に示した」とクールビズを称賛した[30]。
- スペインでは2008年、エアコンの使用を控えるため、数人の閣僚がネクタイの着用を拒否し、議会にネクタイを外した姿で出席する事に対して、議論を呼んだ。ミゲル・セバスティアン工業・観光・商務相は、省エネ策として工業・観光・商務の各省庁のエアコンの設定温度を最低24度までとし、職員に対しても夏の間はカジュアルな服装を薦めるなど、クール・ビズと同様の主張を行った[31]。
- 国際連合では、2008年7月31日に日本のクール・ビズをヒントに、ニューヨーク市の国際連合本部ビルの冷房を緩めて、軽装を奨励する「クールUN」を8月1日から1か月間、試行すると発表した。会議室などの温度は21度から24度に、事務局などのオフィスは22度から25度に引き上げられる。潘基文事務総長は、「気候変動問題で国連が率先垂範しなければいけない」と語っている[32]。